# Robert Andrews Millikan
Robert Andrews Millikan (22. března 1868 – 19. prosince 1953) byl americký fyzik, který získal v roce 1923 Nobelovu cena za fyziku primárně za výzkum elementárního elektrického náboje a fotoelektrického jevu. Millikan vystudoval fyziku na Columbijské univerzitě, kde také získal doktorát. V letech 1910 – 1921 byl profesorem na univerzitě v Chicagu a v roce 1921 se stal ředitelem fyzikální laboratoře v Pasadeně.
Millikan se zabýval mechanikou, molekulární fyzikou, termofyzikou, elektřinou, akustikou a optikou, měřením elektrického náboje elektronu, přímým určení kvanta záření, studiem Brownova pohybu v plynech, expanzí ultrafialového spektra a pohybovými zákony částic, které dopadají z atmosféry na povrch Země. Millikan byl ženatý, měl 3 syny a v soukromém životě byl nadšeným tenisovým hráčem.

## Měření elektrického náboje elektronu

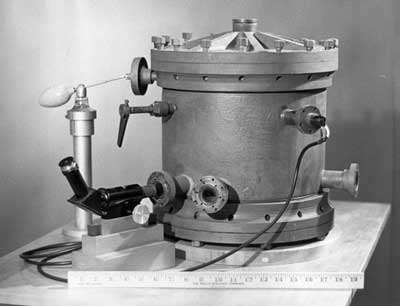
Přístroj na měření náboje elektronu

V roce 1909 změřil Millikan experimentálně velikost elementárního náboje. Jeho pokus spočívá v porovnání sil, kterými působí elektrostatické a gravitační pole na malé nabité kapičky oleje. Mezi desky kondenzátoru (dvě vodorovné desky, mezi kterými se může vytvářet elektrické pole) byly vstřikovány olejové kapičky. Mikroskopem byl sledován jejich vertikální pohyb v přítomnosti elektrického pole a bez něho.

## Měření Planckovy konstanty
Od roku 1901 byla známa přibližná hodnota Planckovy konstanty. Ale až v letech 1913 – 1916 v pokusu navrženém Robertem Millikanem došlo k jejímu přesnému určení. Millikan pro tento účel využil fotoelektrický jev.
Millikan dokonale vyčistil povrch fotocitlivého materiálu pomocí rotujícího nože ve vakuové komoře. Světlo dopadající na povrch materiálu vyráželo elektrony, jejichž kinetickou energii určil pomocí elektrického potenciálu nutného k jejich zastavení. Při výpočtu využil hodnotu elektrického náboje, kterou sám experimentálně změřil v roce 1909 v experimentu s použitím nabitých olejových kapek. Z Einsteinovy rovnice popisující fotoelektrický jev potom určil Planckovu konstantu h = 6,57 × 10−34 J·s s tehdy vynikající přesností 0,5 %.